# يوسف عباس
يوسف عباس (2 ديسمبر 1920 ـ 28 أكتوبر 1956) هو لاعب كرة سلة مصري، شارك في منافسات دورة الألعاب الأولمبية الصيفية سنة 1952 في هلسنكي.
صانع محتوى ترفيهي